# 丽珠钟螺
丽珠钟螺（学名：Ginebis crumpii）是海螺的一個物種，一種海洋腹足綱軟體動物。舊屬钟螺科，今屬陀螺總科的白鐘螺科。

## 型態描述
螺殼長約20 mm到45 mm。

## 分佈及棲息地
這個海洋物種見於台湾、日本南部及東中國海對出的海洋。
常栖息在浅海沙底。

## 外部連結
- To Barcode of Life (1 barcode) （页面存档备份，存于）
- To Encyclopedia of Life （页面存档备份，存于）
- To GenBank (3 nucleotides; 1 proteins) （页面存档备份，存于）
- To World Register of Marine Species （页面存档备份，存于）

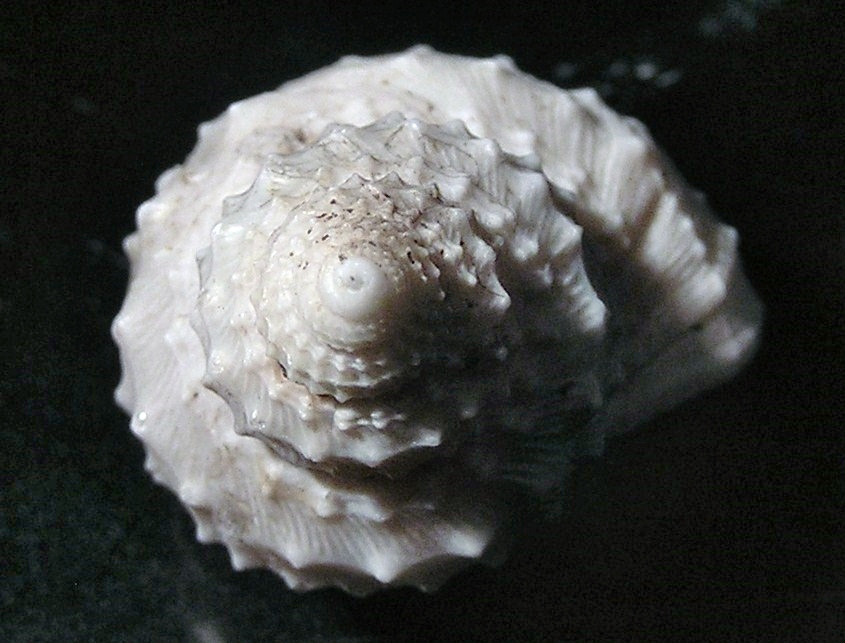
Dorsal view of a shell of Ginebis crumpii

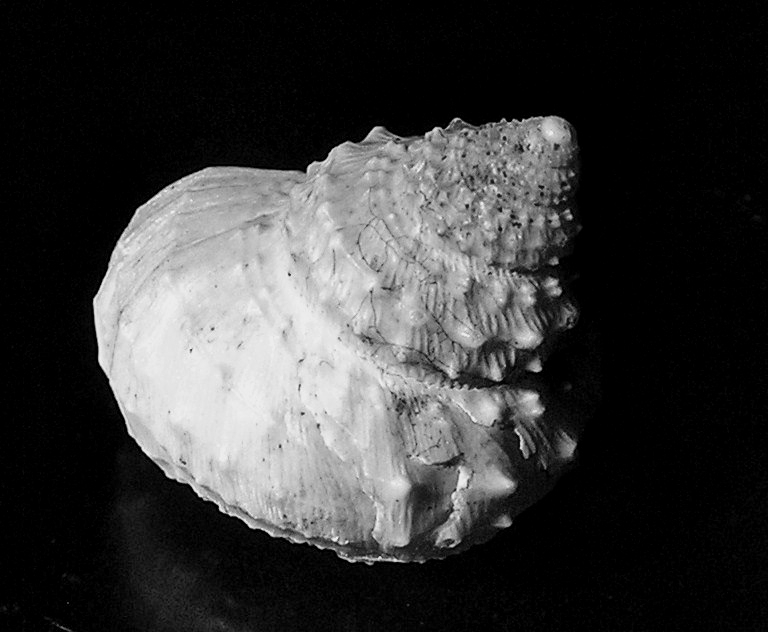
Basal view of a shell of Ginebis crumpii

- Gastropods.com: Ginebis crumpii （页面存档备份，存于）